# سرخ‌باله آتشی
سرخ‌باله آتشی (نام علمی: Pseudobarbus phlegethon) نام یک گونه از سرده ریشک‌ماهی‌نماها است.